# 1199
| [ Edytuj tabelę ]                 |                                                            |
| Książę Małopolski                 | - 1198 Mieszko III Stary 1202                              |
| Książę Wielkopolski               | - 1182 Mieszko III Stary 1202                              |
| Król Angkoru                      | - 1181 Dżajawarman VII 1218                                |
| Król Anglii                       | - 1189 Ryszard I Lwie Serce 1199 - 1199 Jan bez Ziemi 1216 |
| Król Aragonii i hrabia Barcelony  | - 1196 Piotr II Katolicki 1213                             |
| Książę Bawarii                    | - 1183 Ludwik I 1231                                       |
| Margrabia Brandenburgii           | - 1184 Otto II 1205                                        |
| Książę Burgundii                  | - 1192 Eudes III 1218                                      |
| Cesarz Bizancjum                  | - 1195 Aleksy III Angelos 1203                             |
| Car Bułgarii                      | - 1197 Kałojan 1207                                        |
| Cesarz Chin                       | - 1194 Song Ningzong 1224                                  |
| Władca Cypru                      | - 1194 Amalryk II 1205                                     |
| Król Czech                        | - 1198 Przemysł Ottokar I 1230                             |
| Król Danii                        | - 1182 Kanut VI 1202                                       |
| Władca Egiptu                     | - 1198 Al-Mansur Muhammad 1199 - 1199 Al-Adil 1218         |
| Cesarz Etiopii                    | - 1189 Gebre Meskel 1229                                   |
| Król Francji                      | - 1180 Filip II August 1223                                |
| Król Gruzji                       | - 1184 Tamara 1213                                         |
| Hrabia Holandii                   | - 1190 Dirk VII 1203                                       |
| Cesarz Japonii                    | - 1198 Tsuchimikado 1210                                   |
| Kalif                             | - 1180 An-Nasir 1225                                       |
| Król Kastylii                     | - 1158 Alfons VIII Szlachetny 1214                         |
| Patriarcha Konstantynopola        | - 1198 Jan X Kamateros 1206                                |
| Władca Korei                      | - 1197 Sinjong 1204                                        |
| Król Leónu                        | - 1188 Alfons IX 1230                                      |
| Kalif Maroka                      | - 1184 Jakub al-Mansur 1199 - 1199 Muhammad an-Nasir 1213  |
| Król Nawarry                      | - 1194 Sanczo VII 1234                                     |
| Król Norwegii                     | - 1177 Sverre Sigurdsson 1202                              |
| Hrabia Palatynatu                 | - 1195 Henryk V z Welf 1211                                |
| Papież                            | - 1198 Innocenty III 1216                                  |
| Król Portugalii                   | - 1185 Sancho I 1211                                       |
| Sułtan Rumu                       | - 1196 Sulajman II 1204                                    |
| Książę Rusi halickiej             | - 1189 Włodzimierz II 1199 - 1199 Roman I 1206             |
| Książę Saksonii                   | - 1180 Bernard III 1212                                    |
| Król Szkocji                      | - 1165 Wilhelm I 1214                                      |
| Król Szwecji                      | - 1196 Swerker II Młodszy 1208                             |
| Doża Wenecji                      | - 1192 Enrico Dandolo 1205                                 |
| Król Węgier                       | - 1196 Emeryk 1204                                         |
| Wielki mistrz zakonu krzyżackiego | - 1198 Heinrich Walpot von Bassenheim 1200                 |

Rok 1199 / MCXCIX
stulecia: XI wiek ~
XII wiek ~
XIII wiek

lata: 1189 «
1194 «
1195 «
1196 «
1197 «
1198 «
1199
» 1200
» 1201
» 1202
» 1203
» 1204
» 1209

## Wydarzenia na świecie
- 19 lutego – zatwierdzenie zmiany zakonu krzyżackiego z bractwa szpitalnego na zakon rycerski przez papieża Innocentego III.
- 25 marca – w czasie oblężenia francuskiego zamku Châlus-Chabrol Ryszard Lwie Serce ugodzony został przez jednego z obrońców bełtem. Pociągnęło to za sobą zakażenie i śmierć króla jedenaście dni później.
- 6 kwietnia – Jan bez Ziemi został królem Anglii[1].

## Urodzili się
- Ferdynand III Święty, król Kastylii i Leónu, święty katolicki (zm. 1252)

## Zmarli
- 6 kwietnia – Ryszard I Lwie Serce, król Anglii (1189–1199) z dynastii Plantagenetów, zmarł w wyniku odniesionych ran.
- Chakani z Gandżi, poeta dworski książąt Szirwanu (dzisiejszy Azerbejdżan).